# Кальбиты (племена)
Кальбиты (также кельбиты, от араб. بنو كلب‎ «бану кальб» или йемениты) — арабские племена из Южной Аравии.
Из Аравии в IV—V веках распространились в Палестину, Заиорданье, а также в Сирию, где были поддержкой первых халифов (Омейядов).
Кальбиты усваивали культуру покорённых в ходе арабских завоеваний народов и поддерживали идею общемусульманского государства, в отличие от кайситов, которые оставались верными арабским бедуинским традициям и считали неарабское население своими рабами. Соперничество между кальбитами и кайситами доходило до вооружённых столкновений (битва при Мардж-Рахите в 684 году).
После гибели Омейядов в 750 году кальбитам удалось получить власть на Сицилии, где представители кальбитов основали одноимённую династию. Они также помогли единственному уцелевшему Омейяду захватить власть на Пиренейском полуострове и основать Кордовский эмират (впоследствии халифат).